# Smith & Wesson
Smith & Wesson (S&W) là nhà sản xuất vũ khí, đạn dược và các biện pháp kiềm chế khác của Mỹ. Trụ sở công ty ở Springfield, Massachusetts.
Smith & Wesson được Horace Smith và Daniel B. Wesson thành lập với tên gọi "Smith & Wesson Revolver Company" vào năm 1856 sau khi công ty trước đó của họ, còn được gọi là "Công ty Smith & Wesson" và sau đó được đổi tên thành "Volcanic Repeating Arms", đã bị bán cho Oliver Winchester và trở thành Winchester Repeating Arms Company. Smith & Wesson ngày nay trước đây thuộc sở hữu của Bangor Punta và Tomkins plc trước khi được Tập đoàn Saf-T-Hammer mua lại vào năm 2001. Smith & Wesson là một đơn vị của American Outdoor Brands Corporation từ năm 2016, sau khi tái cấu trúc công ty trong thế kỷ 21.

## Lịch sử

### Volcanic Repeating Arms
Horace Smith và Daniel B. Wesson đã thành lập Công ty Smith & Wesson ở Norwich, Connecticut vào năm 1852 để phát triển súng trường Volcanic. Smith đã phát triển một hộp đạn Volcanic Cartridge mới, được cấp bằng sáng chế vào năm 1854. Công ty Smith & Wesson được đổi tên thành Volcanic Repeating Arms vào năm 1855 và được Oliver Winchester mua lại. Smith rời công ty và trở về Springfield, Massachusetts, trong khi Wesson tiếp tục làm quản lý nhà máy với Volcanic Repeating Arms trong 8 tháng. Volcanic Repeating Arms bị vỡ nợ vào cuối năm 1856, sau đó nó được tổ chức lại thành New Haven Arms Company vào tháng 4 năm 1857 và cuối cùng là Winchester Repeating Arms Company vào năm 1866.

### Smith & Wesson Revolver Company
Khi bằng sáng chế của Samuel Colt về súng lục ổ quay được thiết lập hết hạn vào năm 1856, Wesson bắt đầu phát triển một nguyên mẫu cho một khẩu súng lục ổ quay. Nghiên cứu của ông chỉ ra rằng một cựu nhân viên của Colt tên là Rollin White đã nắm giữ bằng sáng chế cho một xi lanh "bored through", một thành phần mà ông sẽ cần cho phát minh của mình. Wesson kết nối lại với Smith và hai đối tác đã tiếp cận White để sản xuất một tổ hợp súng lục ổ quay và hộp đạn được thiết kế mới. Sau khi Wesson rời khỏi Volcanic Rep Lặp Arms vào năm 1856, ông gia nhập Smith để thành lập Công ty Revolver Smith & Wesson để trở thành công ty Smith & Wesson ngày nay.
Thay vì biến White trở thành đối tác trong công ty, Smith và Wesson đã trả cho White khoản tiền bản quyền 0,25 đô la cho mỗi khẩu súng lục ổ quay mà họ tạo ra. Trách nhiệm của White là bảo vệ bằng sáng chế của mình trong bất kỳ vụ kiện nào của tòa án. Điều này đã dẫn đến sự cạn kiệt tài chính của White, nhưng lại rất thuận lợi cho Công ty Smith & Wesson mới.

### Thế kỉ 19
Các khẩu súng lục ổ quay của Smith & Wesson trở thành nhu cầu phổ biến với sự bùng nổ của Nội chiến Hoa Kỳ khi các binh sĩ từ tất cả các cấp bậc của cả hai bên của cuộc xung đột đã mua riêng các khẩu súng lục để tự vệ.
Các đơn đặt hàng cho khẩu súng lục ổ quay Smith & Wesson Model 1 đã vượt xa khả năng sản xuất của nhà máy. Vào năm 1860, khối lượng nhu cầu vượt quá khả năng sản xuất nên Smith & Wesson đã mở rộng sang một cơ sở mới và bắt đầu thử nghiệm một thiết kế hộp đạn mới phù hợp hơn so với phiên bản.22 Short mà súng hiện tại đang sử dụng.
Đồng thời, thiết kế của công ty đã bị các nhà sản xuất khác xâm phạm dẫn đến nhiều vụ kiện do Rollin White đệ trình. Trong nhiều trường hợp, một phần của bản bồi thường xuất hiện dưới hình thức người phạm tội bị buộc phải đóng dấu "Manufactured for Smith & Wesson" trên các khẩu súng lục ổ quay được đề cập.
Sự bảo vệ mạnh mẽ của White đối với bằng sáng chế của ông đã gây ra một vấn đề cho các nhà sản xuất vũ khí ở Hoa Kỳ vào thời điểm đó vì họ không thể sản xuất súng lục ổ quay. Vào cuối cuộc chiến, Chính phủ Hoa Kỳ buộc tội White gây ra sự chậm trễ phát triển vũ khí ở Mỹ.
Nhu cầu về súng lục ổ quay giảm khi kết thúc Nội chiến nên Smith & Wesson tập trung vào phát triển vũ khí phù hợp để sử dụng ở vùng biên giới Viễn Tây Mỹ. Năm 1870, công ty đã chuyển trọng tâm từ súng lục ổ quay bỏ túi sang súng lục ổ quay khung lớn ở cỡ nòng nặng hơn (.44 S &amp; W American). Thiết kế mới này, được gọi là Smith & Wesson Model 3, được Quân đội Hoa Kỳ chấp nhận là khẩu súng lục ổ quay đầu tiên có hộp đạn được dùng trong quân đội của Hoa Kỳ.
Năm 1899 Smith & Wesson đã giới thiệu khẩu súng lục ổ quay được sử dụng rộng rãi nhất của nó,.38 Military & Police (còn được gọi là Smith & Wesson Model 10). Với hơn 6 triệu khẩu súng được sản xuất, nó đã trở thành súng lục tiêu chuẩn của các sĩ quan cảnh sát Mỹ trong phần lớn thế kỷ 20.  Thêm 1 triệu khẩu súng này được chế tạo cho Quân đội Hoa Kỳ trong Thế chiến II.